# Frognerstadion
Het Frognerstadion is een multifunctioneel stadion in Oslo, de hoofdstad van Noorwegen. 

## Historie
De opening van het stadion als ijsstadion was in 1901 door schaatsclub Kristiania Skøiteklub. Vanwege de tentoonstelling die in 1914 werd gehouden moest het stadion worden verplaatst en opnieuw worden opgebouwd en werd weer geopend op 10 januari 1914. Bij de opening reed Oscar Mathisen direct een wereldrecord op de 500 meter. Buiten het stadion staat een standbeeld van Oscar Mathisen. In 1995 werden de tribunes afgebroken. In plaats daarvan kwamen er taluds, gras en bomen. In 2010 kwam er een grondige renovatie. Er werden toen weer tribunes en kleedkamers bijgebouwd en een kunstijsbaan aangelegd.
Het stadion wordt vooral gebruikt voor schaatsen, voetbal en Bandy. Er zijn vele grote, internationale, schaatstoernooien gereden. Voordat grotere stadions, zoals het Ullevaalstadion waren gebouwd werden er ook een aantal internationale voetbalwedstrijden van het Noorse voetbalelftal gespeeld. De voetbalclub Frigg Oslo FK maakt er gebruik van.

## Voetbalinterlands
| Voetbalinterlands | Voetbalinterlands | Voetbalinterlands            | Voetbalinterlands | Voetbalinterlands | Voetbalinterlands |
| №                 | Datum             | Wedstrijd                    | Uitslag           | Competitie        | Toeschouwers      |
| ----------------- | ----------------- | ---------------------------- | ----------------- | ----------------- | ----------------- |
| 1                 | 11 september 1910 | Noorwegen – Zweden           | 0–4               | vriendschappelijk | 6.000             |
| 2                 | 16 juni 1912      | Noorwegen – Zweden           | 1–2               | vriendschappelijk | 6.000             |
| 3                 | 23 juni 1912      | Noorwegen – Hongarije        | 0–6               | vriendschappelijk | 4.000             |
| 4                 | 28 juni 1914      | Noorwegen – Zweden           | 0–1               | vriendschappelijk | 8.000             |
| 5                 | 12 juli 1914      | Noorwegen – Rusland          | 1–1               | vriendschappelijk | 6.000             |
| 6                 | 27 juni 1915      | Noorwegen – Zweden           | 1–1               | vriendschappelijk | 10.000            |
| 7                 | 25 juni 1916      | Noorwegen – Denemarken       | 0–2               | vriendschappelijk | 12.000            |
| 8                 | 3 september 1916  | Noorwegen – Verenigde Staten | 1–1               | vriendschappelijk | 12.000            |
| 9                 | 1 oktober 1916    | Noorwegen – Zweden           | 0–0               | vriendschappelijk | 12.000            |
| 10                | 17 juni 1917      | Noorwegen – Denemarken       | 1–2               | vriendschappelijk | 12.000            |
| 11                | 16 september 1917 | Noorwegen – Zweden           | 0–2               | vriendschappelijk | 12.000            |
| 12                | 16 juni 1918      | Noorwegen – Denemarken       | 3–1               | vriendschappelijk | 12.000            |
| 13                | 15 september 1918 | Noorwegen – Zweden           | 2–1               | vriendschappelijk | 12.000            |